# Ogyges coxchicopi
Ogyges coxchicopi is een keversoort uit de familie van de Passalidae. De wetenschappelijke naam van de soort werd voor het eerst geldig gepubliceerd in 2005 door Schuster, Cano & Boucher.